# Oxytropis thaumasio-morpha
Oxytropis thaumasio-morpha är en ärtväxtart som beskrevs av Karl Heinz Rechinger. Oxytropis thaumasio-morpha ingår i släktet klovedlar, och familjen ärtväxter. Inga underarter finns listade i Catalogue of Life.